# امبینانیندرانو، امباسیترا
امبینانیندرانو، امباسیترا (به لاتین: Ambinanindrano, Ambositra) یک سکونتگاه مسکونی در ماداگاسکار است که در آمورونئی مانیا واقع شده‌است.

## خصوصیات
امبینانیندرانو ۲۱٬۰۰۰ نفر جمعیت دارد و ۶۷۸ متر بالاتر از سطح دریا واقع شده‌است.